# Ruspoliturako
Der Ruspoliturako (Menelikornis ruspolii, Synonym: Tauraco ruspolii) ist eine Vogelart aus der Familie der Turakos (Musophagidae).

## Vorkommen

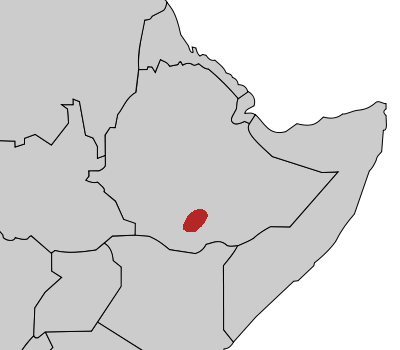
Das Verbreitungsgebiet im Süden Äthiopiens

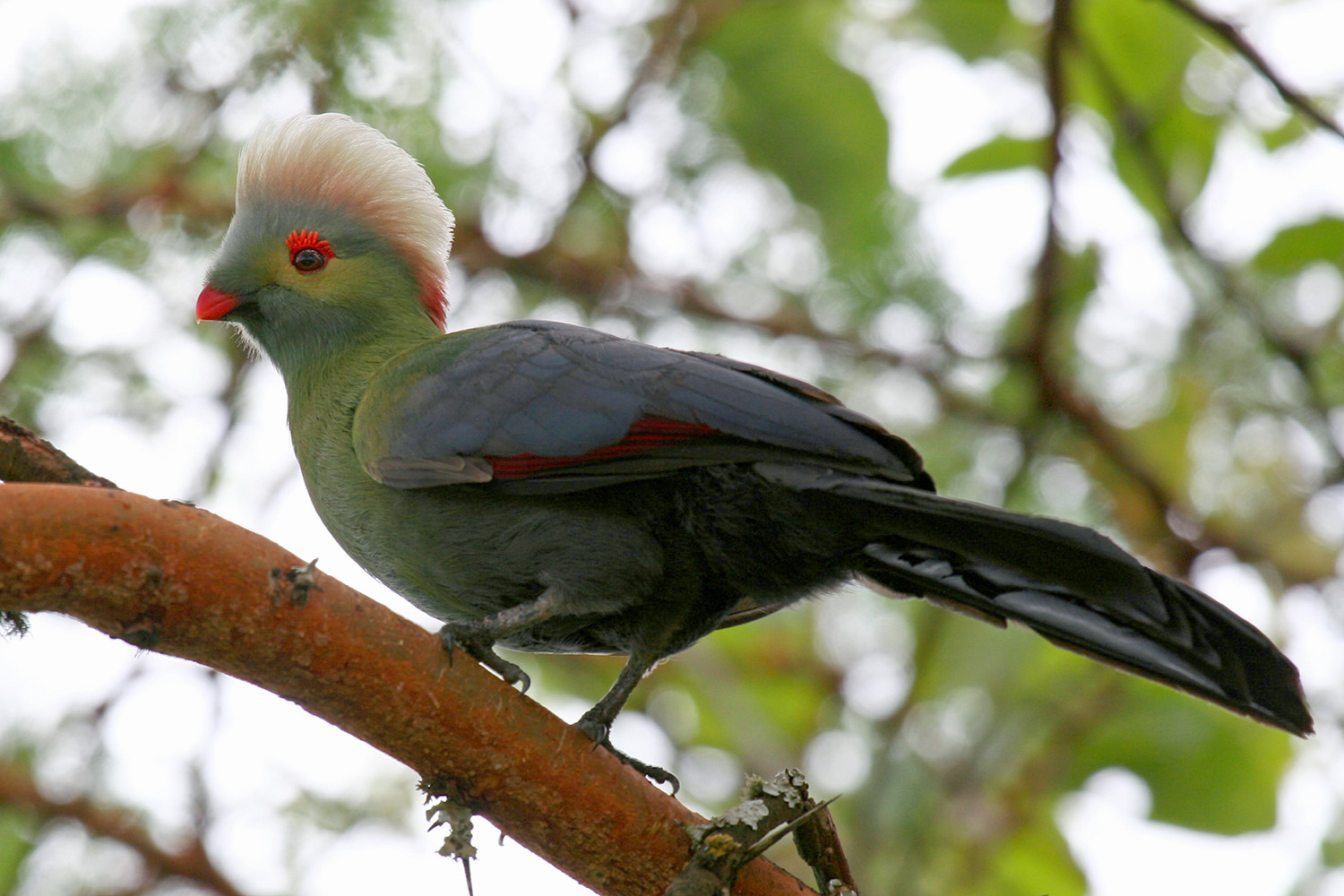
Ruspoliturako in Äthiopien

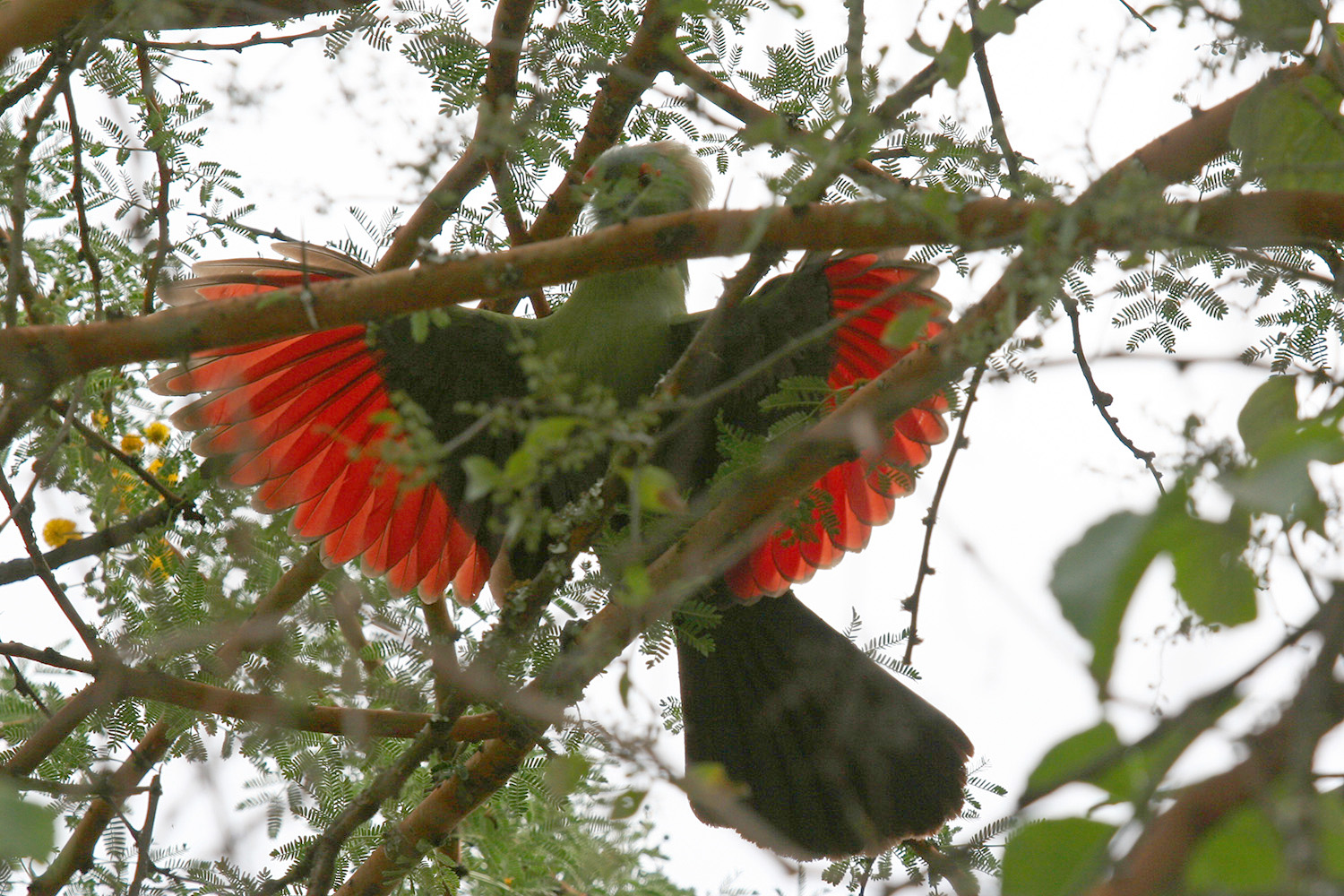
Ruspoliturako

Die Art ist endemisch im Süden Äthiopiens.
Der Lebensraum umfasst subtropischen oder tropischen Trockenwald, bevorzugt werden Wacholder-, Akazien- und Koniferenwald, Primär-, Sekundär-, Galeriewald, aufgegebenes Kulturland, große Gärten mit hohen Bäumen, Habitate von 1250 bis 1860 m Höhe.
Die Art ist überwiegend ein Kurzstreckenzieher.
Das Artepitheton bezieht sich auf Eugenio dei Príncipi Ruspoli (1866–1893).

## Beschreibung
Der Ruspoliturako ist 40–43 cm groß und wiegt zwischen 200 und 290 g. Er ist ein grüner Turako mit grünlich-grauem Kopf, runder aufrichtbarer grau-weißer Haube, die bis zu den Nasenöffnungen reicht und an der Basis rosafarben ist. Im Nacken findet sich ein rotes Federbüschel. Der Schnabel ist kurz und rot. Die Augen sind braun mit unbefiedertem roten Areal und zinnoberrotem Lappen über dem Auge. Zügel, Unteraugenregion und Ohrdecken sind gelblich-grün, Kinn und Kehle grau-grün. Nacken, Brust und Rücken moosgrau. Die Flügeldecken und der Schwanz sind graublau. Die Handschwingen und äußeren Armschwingen tragen im Fluge sichtbare, große, leuchtend karminrote Binden. Füße und Beine sind schwarz. Die Geschlechter unterscheiden sich nicht. Jungvögel haben Karminrot lediglich auf den äußeren 8 Handschwingen.
Die Art ist monotypisch.

## Stimme
Der Ruf wird als Folge krächzender Laute mit einem rhythmischen Aufbau ähnlich wie beim Weißohrturako (Menelikornis leucotis) beschrieben, aber deutlich schneller.

## Lebensweise
Die Art ernährt sich hauptsächlich von Früchten, darunter von Feigen, Wacholder und Steineiben. Die Brutzeit liegt wohl zwischen Dezember und Februar.

## Systematik
Der Ruspoliturako wurde 1896 durch den italienischen Ornithologen Tommaso Salvadori erstmals wissenschaftlich beschrieben. Er gehörte früher zur Gattung der Helmturakos (Tauraco), wurde 2020 jedoch zusammen mit dem Weißohrturako (Menelikornis leucotis) in die Gattung der Menelikornis überführt, die 1947 durch den deutscher Ornithologen Hans von Boetticher eingeführt wurde.

## Gefährdungssituation
Die Art gilt als potentiell gefährdet (Near Threatened) durch Habitatverlust. 1995 wurde der Gesamtbestand noch auf über 10.000 adulte Tiere geschätzt. Bis 2007 kam es jedoch durch den Verlust an Lebensräumen zu einem Populationsrückgang von etwa 10 bis 30 %, sodass von etwa 2500 bis 10.000 adulten Tieren ausgegangen wird. Inzwischen hat sich der Rückgang an Waldflächen verlangsamt. Für 2016 bis 2019 belief sich der Habitatverlust auf 1,4 %, was für die Zukunft vermutlich einem Populationsrückgang von 6,8 % innerhalb von drei Generationen entspräche. Hinzu kommt jedoch noch die Bedrohung durch Umwandlung der natürlichen Wälder in Plantagen exotischer Arten wie Eukalypten und Zypressen und die Hybridisierung der Art mit Tauraco leucotis, sodass der zukünftige Populationsrückgang insgesamt auf 10 bis 20 % geschätzt wird. Der illegale Fang des Ruspoliturako für den Tierhandel und die Nutzung der Eier für traditionelle Medizin stellen dagegen nur eine geringe Bedrohung dar. Die Art ist im Anhang II des Washingtoner Artenschutzübereinkommens gelistet.